# Aneflomorpha brevipila
Aneflomorpha brevipila es una especie de escarabajo longicornio del género Aneflomorpha, tribu Elaphidiini, subfamilia Cerambycinae. Fue descrita científicamente por Chemsak y Noguera en 2005.

## Descripción
Mide 16 milímetros de longitud.

## Distribución
Se distribuye por México.